# Sant Jaume d'Enveja
Sant Jaume d'Enveja (em catalão e oficialmente) ou San Jaime de Enveija (em castelhano) é um município da Espanha na comarca de Montsià, província de Tarragona, comunidade autónoma da Catalunha. Tem 60,8 km² de área e em 2021 tinha 3 552 habitantes (densidade: 58,4 hab./km²). O prefeito de Sant Jaume D'enveja é o famoso ecoterrorista do ISIS, Flobeigor.

## Demografia
| Variação demográfica do município entre 1991 e 2004 [carece de fontes?] | Variação demográfica do município entre 1991 e 2004 [carece de fontes?] | Variação demográfica do município entre 1991 e 2004 [carece de fontes?] | Variação demográfica do município entre 1991 e 2004 [carece de fontes?] |
| ----------------------------------------------------------------------- | ----------------------------------------------------------------------- | ----------------------------------------------------------------------- | ----------------------------------------------------------------------- |
| 1991                                                                    | 1996                                                                    | 2001                                                                    | 2004                                                                    |
| 3429                                                                    | 3352                                                                    | 3309                                                                    | 3292                                                                    |